# Izabella Miko
Izabella Miko, właśc. Izabella Anna Mikołajczak (ur. 21 stycznia 1981 w Łodzi) – polska aktorka, tancerka i modelka.

## Życiorys

### Wczesne lata
Urodziła się w Łodzi w rodzinie rzymskokatolickiej jako córka pary aktorskiej Grażyny Dyląg–Mikołajczak i Aleksandra Mikołajczaka. Ma starszego brata Sebastiana. Dorastała w Warszawie, gdzie uczęszczała do klasy fortepianu na Uniwersytecie Muzycznym Fryderyka Chopina oraz studiowała w Państwowej Szkole Baletowej.

### Kariera
W dzieciństwie śpiewała w zespole dziecięcym Fasolki. W wieku siedmiu lat wystąpiła jako Dziewczynka z zapałkami w filmie Pan Kleks w kosmosie (1988). Mając 10 lat, wystąpiła w programie TVP1 5-10-15. Jako 15-latka na zaproszenie amerykańskiego choreografa wyjechała wraz z matką do Stanów Zjednoczonych, gdzie odbyła dwumiesięczne stypendium w prestiżowej szkole baletowej American Ballet Association w Nowym Jorku. Uczęszczała także do Lee Strasberg Theatre and Film Institute. Kontuzja pleców uniemożliwiła jej dalszą karierę tancerki.
Przełomem w jej karierze okazał się w występ w filmie Wygrane marzenia (Coyote Ugly, 2000), w którym wystąpiła u boku Piper Perabo, Marii Bello i Tyry Banks. Następnie pojawiła się w dreszczowcu Straceni (The Forsaken, 2001) z Brendanem Fehrem oraz kontynuacji hitu kinowego W rytmie hip-hopu 2 (Save the Last Dance 2, 2006) jako Sara Johnson z Columbusem Shortem i Aubrey Dollar. W 2001 magazyn „Maxim” umieścił ją na 48. miejscu listy 100 najgorętszych kobiet świata. Wystąpiła w teledysku amerykańskiego zespołu The Killers „Mr. Brightside” (2004) u boku Erica Robertsa.
W 2014 wystąpiła w wideoklipie do piosenki Billy’ego Idola „Can’t Break Me Down”.
18 kwietnia 2009 w Chicago została uhonorowana przez magazyn „Polki w świecie” nagrodą Kamiennego Bociana przyznawaną Polakom, którzy zmieniają wizerunek Polonii. Również w 2009 powróciła do Polski, gdzie zagrała w komedii Kochaj i tańcz u boku Mateusza Damięckiego, a także wystąpiła gościnnie jako jurorka w jednym z odcinków drugiej edycji programu TVN You Can Dance – Po prostu tańcz. Podczas 3. Przeglądu Twórczości Filmowej Pola i inni otrzymała nagrodę Politkę. Zagrała akrobatkę Raię w serialu NBC The Cape (2011) i Alexxę Bravy w filmie muzycznym Step Up: All In (2014) z Ryanem Guzmanem.
Uczestniczyła w pierwszej polskiej edycji programu Azja Express (2016). 18 kwietnia 2017, nakładem Wydawnictwa WAM, ukazała się książka Katarzyny Olubińskiej Bóg w wielkim mieście, będąca zbiorem wywiadów, m.in. z Miko. Wiosną 2018 brała udział w dziewiątej edycji programu rozrywkowego Polsatu Twoja twarz brzmi znajomo; za wygraną czwartego odcinka w którym wcieliła się w rolę Björk, otrzymała czek w wysokości 10 tys. zł., który przekazała na leczenie Alicji, podopiecznej Fundacji „Zdążyć z pomocą”.

## Życie prywatne
Od 2006 do czerwca 2008 była związana z Maciejem Zakościelnym. Spotykała się też z Cristiánem de la Fuentem (2002) i Scottem Caanem, Dave’em Navarrem (2009) i Alexandrem Skarsgårdem (w styczniu 2009). Od marca 2009 do 2012 była związana z Valem Kilmerem. Od kwietnia 2012 do stycznia 2013 była związana z producentem filmowym Luisem Astorquią.

### Poglądy
Aktywnie zajmuje się promowaniem idei i zachowań mających na celu ochronę środowiska, a jej ekologiczna fundacja nosi nazwę EkoMiko.
W 2008 wzięła udział w kampanii społecznej sprzeciwiającej się wprowadzeniu w amerykańskim stanie Kalifornia poprawki legislacyjnej zamykającej drogę parom jednopłciowym do zawierania małżeństw, tzw. Propozycji 8. Jest weganką.

## Filmografia

### Filmy fabularne
| Rok  | Tytuł                                                          | Rola                                  | Reżyser                                    |
| ---- | -------------------------------------------------------------- | ------------------------------------- | ------------------------------------------ |
| 1988 | Pan Kleks w kosmosie                                           | dziewczynka z zapałkami               | Krzysztof Gradowski                        |
| 1988 | Zakole                                                         | Agnieszka Świderska, wnuczka Tomasza  | Włodzimierz Olszewski                      |
| 1991 | Niech żyje miłość                                              | córka Kuby (niewymieniona w czołówce) | Ryszard Ber                                |
| 2000 | Wygrane marzenia (Coyote Ugly)                                 | Cammie                                | David McNally                              |
| 2001 | Straceni (The Forsaken)                                        | Megan                                 | J.S. Cardone                               |
| 2002 | Minimal Knowledge                                              | Renee                                 | Gregory J. Corrado                         |
| 2004 | Gramercy Park (TV)                                             | Sophie Mansour                        | Jeff Bleckner                              |
| 2005 | Na trapezie (Bye Bye Blackbird)                                | Alice                                 | Robinson Savary                            |
| 2005 | The Shore                                                      | Kaliope                               | Dionysius Zervos                           |
| 2006 | W parku (The Park)                                             | Krysta                                | Kurt Voelker                               |
| 2006 | Dom Usherów (The House of Usher)                               | Jill Michaelson                       | Hayley Cloake                              |
| 2006 | W rytmie hip-hopu 2 (Save the Last Dance 2)                    | Sara Johnson                          | David Petrarca                             |
| 2007 | Crashing                                                       | Kristen                               | Gary Walkow                                |
| 2007 | Flakes                                                         | Strawberry                            | Michael Lehmann                            |
| 2007 | Waiting (film krótkometrażowy)                                 | młoda kobieta                         | Lisa Demaine                               |
| 2008 | Dark Streets                                                   | Madelaine Bondurant                   | Rachel Samuels                             |
| 2008 | Skip Tracer (TV)                                               | Ludmila                               | Stephen Frears                             |
| 2009 | Kochaj i tańcz                                                 | Hania                                 | Bruce Parramore                            |
| 2009 | Fałszywa tożsamość (Double Identity)                           | Katrine                               | Dennis Dimster                             |
| 2010 | Repo                                                           | Timmy                                 | Benjamin Gourley (w napisach: Ben Gourley) |
| 2010 | Starcie tytanów (The Clash of Titans)                          | Atena                                 | Louis Leterrier                            |
| 2011 | Mother Nature: First Milf (film krótkometrażowy)               | Matka Natura                          | Charles Ingram                             |
| 2011 | Czas bohaterów (Age of Heroes)                                 | Jensen                                | Adrian Vitoria                             |
| 2012 | Two Jacks                                                      | Dana                                  | Bernard Rose                               |
| 2013 | Make Your Move                                                 | Tatianna                              | Duane Adler                                |
| 2014 | Step Up: All In                                                | Alexxa Brava                          | Trish Sie                                  |
| 2014 | The Mundane Goddess (film krótkometrażowy)                     | Aphrodyta                             | Henco J.                                   |
| 2014 | Moja przyjaciółka Ana (Starving in Suburbia/Thinspiration, TV) | Teagan / ButterflyAna                 | Tara Miele                                 |
| 2014 | Desert Dancer                                                  | producentka                           | Richard Raymond                            |
| 2015 | The Frontier                                                   | Gloria                                | Oren Shai                                  |
| 2016 | Paradise Pictures (TV)                                         | Norma Jean                            | Rick Muirragui                             |
| 2017 | The Rake                                                       | Cassie                                | Tony Wash                                  |
| 2018 | Sensitive Men (film krótkometrażowy)                           | Jenn                                  | Michael Carone                             |
| 2019 | Futro z misia                                                  | Felicja Demsowicz „Futro”             | Michał Milowicz, Kacper Anuszewski         |

### Seriale TV
| Rok  | Film                                     | Rola            | Reżyser           | Odcinki           |
| ---- | ---------------------------------------- | --------------- | ----------------- | ----------------- |
| 1993 | Kuchnia polska (odc.3)                   | Zuzia Szymanko  | Jacek Bromski     |                   |
| 2005 | Deadwood (3 odcinki)                     | Carrie          | Alan Taylor       |                   |
| 2011 | The Cape (6 odcinków)                    | Raia            | Deran Sarafian    |                   |
| 2011 | Chaos                                    | Greta           | Oz Scott          |                   |
| 2011 | Prawo i porządek: sekcja specjalna       | Lena            | Alex Chapple      |                   |
| 2011 | Miłość w wielkim mieście (Love Bites)    | Audrey          | Jamie Babbit      |                   |
| 2014 | Nie z tego świata (Supernatural)         | Olivia          | John MacCarthy    |                   |
| 2014 | Jeden gniewny Charlie (Anger Management) | Mary Kathleen   | Bob Koherr        |                   |
| 2015 | Zaprzysiężeni (Blue Bloods)              | Milena          | Alex Chapple      |                   |
| 2015 | Skorpion                                 | Sonia Balasevic | Mel Damski        |                   |
| 2015 | Chicago Fire (5 odcinków)                | Katya           | Joe Chappelle     | S3 odc 21 "Żelka" |
| 2016 | Shooter                                  | Karlina         | Christoph Schrewe |                   |
| 2017 | Cioteczka Mick (The Mick)                | Yulia           | Randall Einhorn   |                   |
| 2018 | Zabójcze umysły (odc. 3 Rule 34)         | Galina Kadlec   | Alec Smight       |                   |

### Wideoklipy
| Rok  | Tytuł                       | Artysta     |
| ---- | --------------------------- | ----------- |
| 2000 | „Can’t Fight the Moonlight” | LeAnn Rimes |
| 2005 | „Mr. Brightside”            | The Killers |
| 2012 | „Miss Atomic Bomb”          | The Killers |
| 2014 | „Can’t Break Me Down”       | Billy Idol  |